# 신의 아들 (1986년 영화)
"神의 아들"은 1986년에 개봉한 대한민국의 영화이다.

## 캐스팅
- 최민수 : 최강타 역
- 조민수 : 보배 역
- 김진경 : 자영 역
- 박일 : 엄동호 역
- 김희라 : 관장 역
- 김무생 : 김 회장 역
- 홍성민 : 표주박 역
- 박규식 : 김 전무 역
- 주호성
- 김효천
- 강정아
- 전숙
- 박부양
- 김기종
- 오희찬
- 최일
- 윤일주
- 이승찬
- 안진수
- 홍성현
- 홍충길
- 조성희
- 임현주
- 송의석